# Zierer Rides

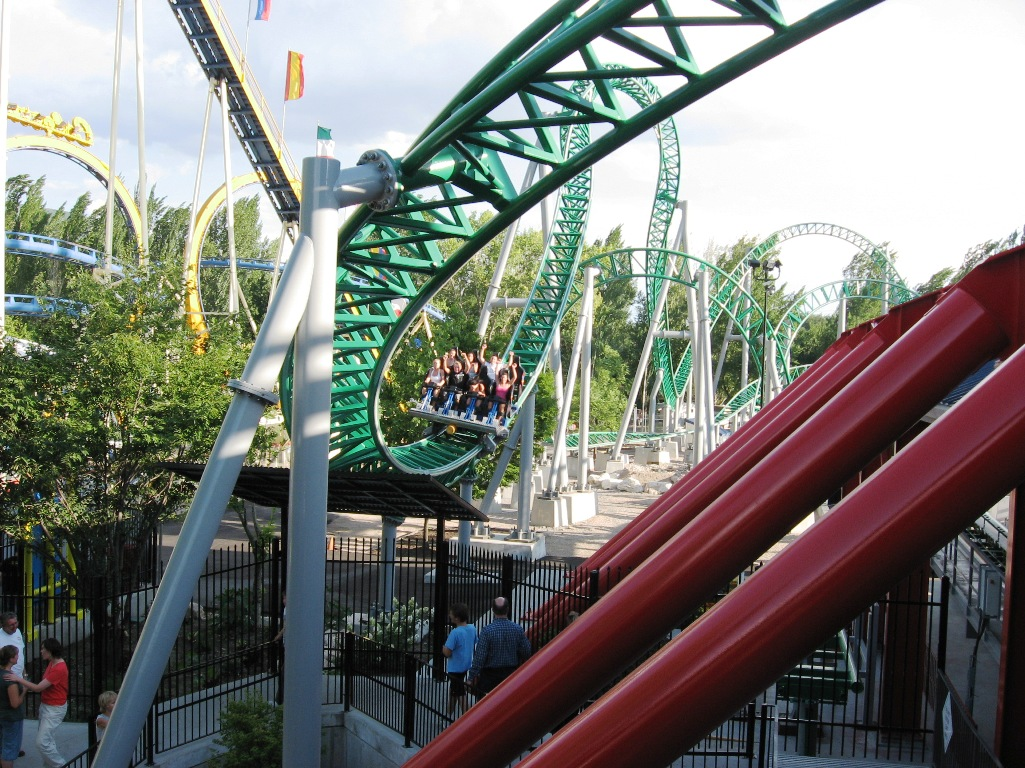
Achterbahn von Zierer im Freizeitpar Lagoon

Zierer Karussell- und Spezialmaschinenbau GmbH & Co. KG (auch Zierer Rides oder Zierer, Eigenschreibweise ZIERER) ist ein Unternehmen, das sich auf die Fertigung von Karussells und Achterbahnen spezialisiert hat.

## Geschichte
1930 gründete Schreinermeister Vitus Zierer die Firma Zierer im bayerischen Deggendorf. Noch im selben Jahr baute er für seinen Bruder Max Zierer, der Schausteller war, einen Wohnwagen, der von der Qualität her so überzeugen konnte, dass andere Schausteller schnell auf ihn aufmerksam wurden und die ersten Verkaufsstände, Verkaufswagen und Packwagen bei ihm in Auftrag gaben. In den 1950er Jahren begann man mit dem Bau der ersten Karussells und Geisterbahnen. 1977 stellte das Unternehmen fast zeitgleich mit den Firmen Huss und Schwarzkopf ihre erste Schiffschaukel vor, die sich bei Zierer Wikinger und Fliegender Holländer nannte. In den 1990er Jahren übernahm Josef Zierer den Betrieb seines Großvaters. Mittlerweile gehört das Unternehmen zur bayerischen Max Streicher Gruppe, einer auf den internationalen Hoch- und Tiefbau spezialisierten Unternehmensgruppe. Zierer produziert Achterbahnen sowie Fun- und Major-Rides, Karussells und Wellenflieger für Volksfeste und Freizeitparks weltweit. Die Roller Coaster DataBase (RCDB) verzeichnete im Jahr 2019 insgesamt 185 installierte Achterbahnen weltweit. Der Wellenflieger wurde über 200 mal ausgeliefert.

## Fahrgeschäftsmodelle

### Aktuelle Produkte
- Achterbahnen: (Elevated Seating Coaster • Tower Speed Coaster • Tower Launch Coaster • Force Coaster • Multi Seating Coaster  • Dueling Reverse Coaster)
- Rundfahrgeschäfte: (Berg- und Talbahn • Dragon Boats • Flying Gondolas • Jet Skis • Spin n'Play)
- Fun Rides: (Familienfreifallturm • Kontiki • Riesenrad)
- Major Rides: (Star Shape[4])
- Sonstige: (Advanced Dark Ride • Wellenflieger)

### Eingestellte Produkte
- Baby Flug • Fliegender Teppich • Hexentanz • Wikinger • Flitzer • Four Man Bob • Hornet • Tivoli Coaster • Spinning Coaster • Hell Diver • Shoot the Chute • Comet • Dragon Ride • Radlerbahn • Suspended Flying Carpet

## Auslieferung
| Name                                             | Model                  | Freizeitpark                                                                           | Land                                       | Eröffnet                                | Status      |
| ------------------------------------------------ | ---------------------- | -------------------------------------------------------------------------------------- | ------------------------------------------ | --------------------------------------- | ----------- |
| Achterbaan                                       | Tivoli Medium          | Amusementspark Tivoli                                                                  | Niederlande                                | 1980                                    | In Betrieb  |
| Achterbahn                                       | Tivoli New             | Bayern-Park                                                                            | Deutschland                                | 2001                                    | In Betrieb  |
| Achterbahn                                       | Force Two              | Ticiland                                                                               | Schweiz                                    | 2020                                    | In Betrieb  |
| Air Grover                                       | Force 190              | Busch Gardens Tampa Bay                                                                | Vereinigte Staaten                         | 2010                                    | In Betrieb  |
| Alap Alap                                        | Tivoli Large           | Dunia Fantasi                                                                          | Indonesien                                 | 1986                                    | In Betrieb  |
| Astro Storm                                      | Four Man Bob           | Brean Leisure Park                                                                     | Vereinigtes Königreich                     | 2011                                    | In Betrieb  |
| Awildas Ausguck                                  | Family Tower           | Hansa-Park                                                                             | Deutschland                                | 2021                                    | In Betrieb  |
| Balatoni Hullámvasút                             | Force 281              | Zobori Élménypark                                                                      | Ungarn                                     | 2019                                    | In Betrieb  |
| Barracuda Flitzer La Course                      | Flitzer                | Jolly Roger Amusement Park Jenkinson's Boardwalk La Ronde                              | Vereinigte Staaten Kanada                  | 2019 1982–2018 1972–1976                | In Betrieb  |
| Barnstormer                                      | Tivoli Custom          | Adventure Island                                                                       | Vereinigtes Königreich                     | 2000                                    | In Betrieb  |
| Bayou Express Karavanen                          | Tivoli Small (Variant) | Le Fleury Tivoli Gardens                                                               | Frankreich Dänemark                        | 2020 1999–2018                          | In Betrieb  |
| Beaver Land Mine Ride                            | Tivoli Large           | Geauga Lake                                                                            | Vereinigte Staaten                         | 2000                                    | In Betrieb  |
| Big Apple                                        | Tivoli Large           | Allou Fun Park                                                                         | Griechenland                               | 2002–2023                               | geschlossen |
| Big Bang                                         | ESC 535                | Freizeitpark Familienland                                                              | Österreich                                 | 2013                                    | In Betrieb  |
| Buccaneer Bay Bullet Bullet                      | Tivoli Large           | Shining Waters Family Fun Park Crystal Palace Amusement Park                           | Kanada                                     | 2016 1991–2014                          | In Betrieb  |
| Buzz Coaster                                     | Tivoli Small           | Funland                                                                                | Indonesien                                 | 2008–2011                               | geschlossen |
| Catarina Keverbaan                               | Tivoli Large           | Selva Mágica Attractiepark Slagharen                                                   | Mexiko Niederlande                         | 2001 1976–2000                          | In Betrieb  |
| Cat-O-Pillar                                     | Tivoli Medium          | Paultons Park                                                                          | Vereinigtes Königreich                     | 2000                                    | In Betrieb  |
| Catwoman's Whip                                  | Tivoli Large           | Six Flags New England                                                                  | Vereinigte Staaten                         | 2000                                    | In Betrieb  |
| Children Coaster / チルドレンレコード            | Tivoli Medium          | Nagashima Spa Land                                                                     | Japan                                      | 1983                                    | In Betrieb  |
| Choconoy                                         | Tivoli Medium          | Xetulul                                                                                | Guatemala                                  | 2002                                    | In Betrieb  |
| Chura Racer                                      | Tivoli Large           | Serengeti Park                                                                         | Deutschland                                | 1983                                    | geschlossen |
| Cobra                                            | Tivoli Large           | Six Flags Discovery Kingdom                                                            | Vereinigte Staaten                         | 2000                                    | In Betrieb  |
| Coccinelle                                       | Tivoli Small           | Walibi Belgium                                                                         | Belgien                                    | 1999–2017                               | geschlossen |
| Coccinelle                                       | Tivoli Large           | Walygator Sud-Ouest                                                                    | Frankreich                                 | 1992                                    | In Betrieb  |
| Coccinelle                                       | Tivoli Large           | Walibi Rhône-Alpes                                                                     | Frankreich                                 | 1992                                    | In Betrieb  |
| Cootie Coaster                                   | Tivoli Custom          | Galaxyland                                                                             | Kanada                                     | 1985                                    | In Betrieb  |
| da Voglwuide Sepp                                | Force Custom           | Rodel- und Freizeitparadies Sankt Englmar                                              | Deutschland                                | 2016                                    | In Betrieb  |
| Dancing Dingie                                   | Kontiki                | Europa-Park                                                                            | Deutschland                                | 2016                                    | In Betrieb  |
| Devin Kileri                                     | ESC 535                | Wonderland Eurasia                                                                     | Türkei                                     | 2019–2019                               | geschlossen |
| Dino Chase                                       | Tivoli Small (Variant) | Paultons Park                                                                          | Vereinigtes Königreich                     | 2003                                    | In Betrieb  |
| Dinosaur Drop / Ladybug Bop                      | Double Family Tower    | Lagoon                                                                                 | Vereinigte Staaten                         | 2006                                    | In Betrieb  |
| Dinolino’s VR-Ride                               | Force Two              | Erlebnispark Schloss Thurn                                                             | Deutschland                                | 1998                                    | In Betrieb  |
| Donderstenen                                     | Force Two              | Avonturenpark Hellendoorn                                                              | Niederlande                                | 2005                                    | In Betrieb  |
| Drachen-Achterbahn                               | Force Two              | Tier- und Freizeitpark Thüle                                                           | Deutschland                                | 1998                                    | In Betrieb  |
| Drachen-Achterbahn                               | Force Two              | Tier- und Freizeitpark Thüle                                                           | Deutschland                                | 1998                                    | In Betrieb  |
| Drachen Höhle Black Hole                         | Hell Diver             | Freizeitland Geiselwind Movie Park Germany                                             | Deutschland                                | 2019 2014–2014 1989–1989                | In Betrieb  |
| Dragon                                           | Force Five             | Legoland Malaysia                                                                      | Malaysia                                   | 2012                                    | In Betrieb  |
| Dragon                                           | Force Five             | Legoland Korea                                                                         | Südkorea                                   | 2022                                    | In Betrieb  |
| Dragon                                           | Force Five             | Legoland Dubai                                                                         | Vereinigte Arabische Emirate               | 2016                                    | In Betrieb  |
| Dragon                                           | Force Five             | Legoland New York                                                                      | Vereinigte Staaten                         | 2021                                    | In Betrieb  |
| Dragon                                           | Force Five             | Legoland New York                                                                      | Vereinigte Staaten                         | 2021                                    | In Betrieb  |
| Dragon Coaster                                   | Force Five             | Legoland Japan                                                                         | Japan                                      | 2017                                    | In Betrieb  |
| Dragon's Apprentice                              | Force Five             | Legoland Malaysia                                                                      | Malaysia                                   | 2012                                    | In Betrieb  |
| Draken                                           | Force One              | Furuvik                                                                                | Schweden                                   | 2020                                    | In Betrieb  |
| El Vigia                                         | Tivoli Large           | Parque de la Costa                                                                     | Argentinien                                | 1998                                    | In Betrieb  |
| Egg-Spress                                       | Tivoli Large           | Plaesurewood Hills                                                                     | Vereinigtes Königreich                     | 1986                                    | In Betrieb  |
| Eichhörnchenbahn                                 | Force One              | Freizeitpark Lochmühle                                                                 | Deutschland                                | 1992                                    | In Betrieb  |
| Ejderha Uçuşu                                    | Force 190              | Wonderland Eurasia                                                                     | Türkei                                     | 2019–2019                               | geschlossen |
| En avant Seccotine                               | Force Zero             | Parc Spirou                                                                            | Frankreich                                 | 2018                                    | In Betrieb  |
| Familienachterbahn                               | Force One              | Erse Park                                                                              | Deutschland                                | 1992                                    | In Betrieb  |
| Familienachterbahn                               | Tivoli Medium          | Schloß Beck                                                                            | Deutschland                                | style="text-align:center;" 1987         | In Betrieb  |
| Familien-Achterbahn                              | Force One              | Tolk-Schau                                                                             | Deutschland                                | 1995                                    | In Betrieb  |
| Familien-Freifallturm                            | Family Tower           | Rasti-Land                                                                             | Deutschland                                | 2011                                    | In Betrieb  |
| Family Coaster / 破浪过山车                      | Tivoli Medium          | Guilin Merryland Theme Park                                                            | Volksrepublik China                        | 2004                                    | In Betrieb  |
| Farmyard Flyer                                   | Force Custom           | Paultons Park                                                                          | Vereinigtes Königreich                     | 2022                                    | In Betrieb  |
| Feuerdrache                                      | Force Five             | Legoland Deutschland                                                                   | Deutschland                                | 2002                                    | In Betrieb  |
| Flight School                                    | Force 281              | Emerald Park                                                                           | Vereinigtes Königreich                     | 2019                                    | In Betrieb  |
| Flitzer                                          | Flitzer                | York's Wild Kingdom                                                                    | Vereinigte Staaten                         | 1991–1998                               | geschlossen |
| Flitzer                                          | Flitzer                | Morey’s Piers                                                                          | Vereinigte Staaten                         | 1983–2018                               | geschlossen |
| Flitzer                                          | Flitzer                | Playland's Castaway Cove                                                               | Vereinigte Staaten                         | 1994–2015                               | geschlossen |
| Flitzer                                          | Flitzer                | Jolly Roger at the Pier                                                                | Vereinigte Staaten                         | 1982–1984                               | geschlossen |
| Flitzer                                          | Flitzer                | Playland Park                                                                          | Vereinigte Staaten                         | 1980–?                                  | geschlossen |
| Flitzer                                          | Flitzer                | Crystal Beach                                                                          | Kanada                                     | 1974–1989                               | geschlossen |
| Flitzer                                          | Flitzer                | Frontier City                                                                          | Vereinigte Staaten                         | 1974–?                                  | geschlossen |
| Flitzer                                          | Flitzer                | Meli Park Heysel                                                                       | Belgien                                    | ?-?                                     | geschlossen |
| Flitzer                                          | Flitzer                | Barry Island Pleasure Park                                                             | Vereinigtes Königreich                     | 1984–1988                               | geschlossen |
| Flying Dragon                                    | Force One              | Kuwait Entertainment City                                                              | Kuwait                                     | 2007–2016                               | geschlossen |
| Flyvende Ørn                                     | Force 281              | Legoland Billund                                                                       | Dänemark                                   | 2018                                    | In Betrieb  |
| Fire & Ice Tower                                 | Double Family Tower    | Legoland Deutschland                                                                   | Deutschland                                | 2023                                    | In Betrieb  |
| Force One                                        | ESC 535                | Schwaben Park                                                                          | Deutschland                                | 2010                                    | In Betrieb  |
| Force One Coaster Familien-Achterbahn            | Force One              | Kid City Eifelpark                                                                     | Indonesien Deutschland                     | 2018–2022 1995–2012                     | geschlossen |
| Forza Crossbow                                   | ESC 385                | Tosselilla Bowcraft Playland                                                           | Schweden Vereinigte Staaten                | 2022 2006–2018                          | In Betrieb  |
| Froschbahn                                       | Tivoli Small           | Bayern-Park                                                                            | Deutschland                                | 1995                                    | In Betrieb  |
| Fun Pilot                                        | Force 190              | Walibi Belgium                                                                         | Belgien                                    | 2019                                    | In Betrieb  |
| Ghostbusters 5D – Die ultimative Geisterjagd     | Dark Ride              | Heide Park Resort                                                                      | Deutschland                                | 2017                                    | In Betrieb  |
| Ghoster Coaster                                  | Tivoli Custom          | Puriland                                                                               | Indonesien                                 | 1997–2020                               | geschlossen |
| Green Scream                                     | Tivoli New             | Adventure Island                                                                       | Vereinigtes Königreich                     | 1999                                    | In Betrieb  |
| Green Snake                                      | Tivoli Large           | De Valkenier                                                                           | Niederlande                                | 1981–2021                               | geschlossen |
| Grover’s Alpine Express                          | Force 190              | Busch Gardens Williamsburg                                                             | Vereinigte Staaten                         | 2009                                    | In Betrieb  |
| Guru Guru Drachenbahn                            | Berg- und Talbahn      | Serengeti Park                                                                         | Deutschland                                | -                                       | In Betrieb  |
| Harley Quinn Crazy Train                         | Tivoli Large           | Six Flags Great Adventure                                                              | Vereinigte Staaten                         | 1999                                    | In Betrieb  |
| Harvest Time                                     | Force Two              | Jungleland                                                                             | Indonesien                                 | 2013                                    | In Betrieb  |
| Holzwurmachterbahn                               | Tivoli Medium          | Jaderpark                                                                              | Deutschland                                | 1996                                    | In Betrieb  |
| Hoot N Holler                                    | Tivoli Small           | Six Flags Darien Lake                                                                  | Vereinigte Staaten                         | 1981                                    | In Betrieb  |
| Hornet                                           | Hornet                 | The Flambards Experience                                                               | Vereinigtes Königreich                     | 1995                                    | In Betrieb  |
| Hundeprut Rutsjebanen                            | Force One              | BonBon-Land                                                                            | Dänemark                                   | 1993                                    | In Betrieb  |
| Huracan                                          | Tivoli Custom          | Perimágico                                                                             | Mexiko                                     | 1995                                    | In Betrieb  |
| Huracan                                          | Force Custom           | Bellewaerde                                                                            | Belgien                                    | 2013                                    | In Betrieb  |
| Il Tempo Extra Gigante                           | ESC 535                | Hunderfossen Familiepark                                                               | Norwegen                                   | 2014                                    | In Betrieb  |
| Impulse                                          | Tower Speed Coaster    | Knoebels Amusement Resort                                                              | Vereinigte Staaten                         | 2015                                    | In Betrieb  |
| Indy-Blitz                                       | Force One              | Heide Park Resort                                                                      | Deutschland                                | 2008                                    | In Betrieb  |
| Jaguar!                                          | Tivoli Custom          | Knott’s Berry Farm                                                                     | Vereinigte Staaten                         | 1995                                    | In Betrieb  |
| Jetline                                          | Custom                 | Grönalund                                                                              | Schweden                                   | 1988–2023                               | geschlossen |
| Jumping Dragon                                   | Berg- und Talbahn      | Lagoon                                                                                 | Vereinigte Staaten                         | 2009                                    | In Betrieb  |
| Jungle Coaster / 丛林过山车                      | Force Two              | Chimelong Ocean Kingdom                                                                | Volksrepublik China                        | 2018                                    | In Betrieb  |
| Kamelen                                          | Force Custom           | Chimelong Ocean Kingdom                                                                | Dänemark                                   | 2019                                    | In Betrieb  |
| Kaninus                                          | Tivoli Small           | BonBon-Land                                                                            | Dänemark                                   | 1997–2009                               | geschlossen |
| Keverbaan Marienkäferbahn                        | Tivoli Large           | Bellewaerde Park Gröverland                                                            | Belgien Japan                              | 1981–2022 1978–1980                     | geschlossen |
| Knightmare BMRX                                  | Custom                 | Camelot Theme Park Kobe Portopialand                                                   | Vereinigtes Königreich Japan               | 2007–2012 1987–2006                     | geschlossen |
| Kiddie Coaster                                   | Tivoli Small           | Hanshin Park                                                                           | Japan                                      | 2001–2003                               | geschlossen |
| Kikkerachtbaan                                   | Tivoli Large           | Duinrell                                                                               | Niederlande                                | 1985                                    | In Betrieb  |
| Kombo                                            | Tivoli Medium          | Indianapolis Zoo                                                                       | Vereinigte Staaten                         | 2001                                    | In Betrieb  |
| Kontiki                                          | Kontiki                | Lagoon                                                                                 | Vereinigte Staaten                         | 2004                                    | In Betrieb  |
| Kontiki Swing Boat                               | Kontiki                | Tier- und Freizeitpark Thüle                                                           | Deutschland                                | 2004                                    | In Betrieb  |
| La Ola                                           | Wellenflieger 56       | Heide Park Resort                                                                      | Deutschland                                | 2009                                    | In Betrieb  |
| Ladybug                                          | Tivoli Medium          | Lightwater Valley                                                                      | Vereinigtes Königreich                     | 1993                                    | In Betrieb  |
| Ladybug                                          | Tivoli Small           | Wicksteed Park                                                                         | Vereinigtes Königreich                     | 1999                                    | In Betrieb  |
| Ladybug                                          | Tivoli Large           | Dreamland                                                                              | Vereinigtes Königreich                     | 1986–1998                               | geschlossen |
| Lady Bug                                         | Force Two              | Carousel Gardens                                                                       | Vereinigte Staaten                         | 2015                                    | In Betrieb  |
| Lady Bug Coaster                                 | Tivoli Small           | Marineland Theme Park                                                                  | Kanada                                     | 1979                                    | In Betrieb  |
| #LikeMe Coaster                                  | Tivoli Large           | Plopsaland Belgium                                                                     | Belgien                                    | 1976                                    | In Betrieb  |
| Linie 88                                         | Tivoli Large           | Bakken                                                                                 | Dänemark                                   | 1970er                                  | geschlossen |
| Linnunrata eXtra                                 | Force Custom           | Linnanmäki                                                                             | Finnland                                   | 2000                                    | In Betrieb  |
| Lisebergbanan                                    | Custom                 | Liseberg                                                                               | Schweden                                   | 1987                                    | In Betrieb  |
| Live Oak Ladybug                                 | Tivoli Medium          | Carousel Gardens                                                                       | Vereinigte Staaten                         | 1988–2010                               | geschlossen |
| Magic Thunder Coaster                            | Force Two              | Trans Studio                                                                           | Indonesien                                 | 2009                                    | In Betrieb  |
| Mariehønen                                       | Tivoli Small           | Bakken                                                                                 | Dänemark                                   | 1981                                    | In Betrieb  |
| Mariehønen                                       | Tivoli Small           | Tivoli Gardens                                                                         | Dänemark                                   | 1974–1998                               | geschlossen |
| Marienkäferbahn                                  | Tivoli Large           | Safariland Stukenbrock                                                                 | Deutschland                                | 1979                                    | In Betrieb  |
| Marienkäferbahn                                  | Tivoli Large           | Freizeitland Geiselwind Movie Park Germany                                             | Deutschland                                | 1989–2008 1979–1985                     | geschlossen |
| Marienkäferbahn                                  | Tivoli Large           | Freizeitpark Kirchhorst                                                                | Deutschland                                | ?–1985                                  | geschlossen |
| Marienkäferbahn Leppäkerttujuna Kiddy Coaster    | Tivoli Custom          | Traumland auf der Bärenhöhle Wasalandia Planet FunFun                                  | Deutschland Finnland                       | 1996 1995–1995 1991–1995                | In Betrieb  |
| Marienkäfer Hochbahn                             | Tivoli Small           | Churpfalzpark                                                                          | Deutschland                                | 1983                                    | In Betrieb  |
| Nyckelpigan                                      | Tivoli Small           | Gröna Lund                                                                             | Schweden                                   | 1976                                    | In Betrieb  |
| OdySea                                           | Flying Gondola         | Lagoon                                                                                 | Vereinigte Staaten                         | 2008                                    | In Betrieb  |
| Orca                                             | Force Zero             | Loro Parque                                                                            | Spanien                                    | 2005                                    | In Betrieb  |
| Orca Ride                                        | Tivoli New             | Boudewijn Seapark                                                                      | Belgien                                    | 2000                                    | In Betrieb  |
| Penguin Coaster / 企鹅过山车                     | Force Zero             | Chimelong Ocean Kingdom                                                                | Volksrepublik China                        | 2018                                    | In Betrieb  |
| Pepsi Orange Streak                              | Tivoli Custom          | Nickelodeon Universe                                                                   | Vereinigte Staaten                         | 1992                                    | In Betrieb  |
| Pioneer                                          | ESC Custom             | OK Corral                                                                              | Frankreich                                 | 2018                                    | In Betrieb  |
| Piraten Spinner                                  | Spinning Coaster       | Freizeit-Land Geiselwind                                                               | Deutschland                                | 1994                                    | In Betrieb  |
| Plohseidon                                       | Force 190              | Freizeitpark Plohn                                                                     | Deutschland                                | 2011                                    | In Betrieb  |
| Polar X-plorer                                   | ESC Custom             | Legoland Billund                                                                       | Dänemark                                   | 2012                                    | In Betrieb  |
| Potts Blitz                                      | Force Two              | Potts Park                                                                             | Deutschland                                | 1993                                    | In Betrieb  |
| Puff the Little Fire Dragon                      | Tivoli Small           | Lagoon                                                                                 | Vereinigte Staaten                         | 1985                                    | In Betrieb  |
| Rabalder                                         | Force Two              | Liseberg                                                                               | Schweden                                   | 2009                                    | In Betrieb  |
| Rampage New Roller Coaster                       | Tivoli Custom          | Big Sheep New MetroLand                                                                | Vereinigtes Königreich                     | 1972–2020 1988–2008                     | In Betrieb  |
| Raffnuss & Taffnuss Wasserflieger                | Flying Gondola         | Heide Park Resort                                                                      | Deutschland                                | 2016                                    | In Betrieb  |
| Rasender Tausendfüßler                           | Tivoli Large           | Erlebnispark Tripsdrill                                                                | Deutschland                                | 1987                                    | In Betrieb  |
| Rattlesnake Coaster Family Coaster               | Tivoli Medium          | Adventureland Navel Land                                                               | Vereinigte Staaten Japan                   | 2000 1995–1998                          | In Betrieb  |
| Raupen Express                                   | Force Zero             | Schwaben Park                                                                          | Deutschland                                | 2003                                    | In Betrieb  |
| Roller Coaster                                   | ESC 535                | Gorky Park                                                                             | Ukraine                                    | 2012                                    | In Betrieb  |
| Roller Coaster Lady Bird / レディバード          | Tivoli Custom          | Fantasy Kingdom Kure Portopialand                                                      | Bangladesch Japan                          | 2002 1992–1998                          | In Betrieb  |
| Rudy's Rapid Transit Firefly Roller Coaster      | Tivoli Large           | Santa's Village New England Playworld                                                  | Vereinigte Staaten                         | 1988 1981–1987                          | In Betrieb  |
| Ruko Wellenflug Drachenflug                      | Hang Glider            | Serengeti Park Movie Park Germany                                                      | Deutschland                                | 1992–2016 1989–1991                     | In Betrieb  |
| Screamie                                         | Family Tower           | Heide Park Resort                                                                      | Deutschland                                | 2008                                    | In Betrieb  |
| Shamu Express                                    | Force Three            | SeaWorld Orlando                                                                       | Vereinigte Staaten                         | 2006                                    | In Betrieb  |
| Silver Mine Mäuseachterbahn Rioolrat Der Flitzer | Flitzer                | Freizeitpark Plohn Spielerei Rheda-Wiedenbrück Avonturenpark Hellendoorn Adventureland | Deutschland Niederlande Vereinigte Staaten | 2000–2017 1996–1999 1991–1995 1974–1990 | geschlossen |
| Snake Coaster                                    | ESC 535                | Jungleland                                                                             | Indonesien                                 | 2013                                    | In Betrieb  |
| SOS Numérobis                                    | Tivoli Medium          | Parc Astérix                                                                           | Frankreich                                 | 1990                                    | In Betrieb  |
| Spirou Racing                                    | ESC 535                | Parc Spirou                                                                            | Frankreich                                 | 2018                                    | In Betrieb  |
| Tabalugas Achterbahn                             | Force Two              | Plopsaland Deutschland                                                                 | Deutschland                                | 2018                                    | In Betrieb  |
| Timber Twister                                   | Tivoli Custom          | Gilroy Gardens                                                                         | Vereinigte Staaten                         | 2001                                    | In Betrieb  |
| Tom und Jerry Boardwalk Canyon Blaster           | Tivoli Large           | Parque Warner Madrid Six Flags Fiesta Texas                                            | Spanien Vereinigte Staaten                 | 2002 -                                  | In Betrieb  |
| Treno Circusexpressen                            | Tivoli Large           | Mondo Verde Liseberg                                                                   | Niederlande Schweden                       | 2009 1977–2008                          | In Betrieb  |
| Turn Of The Century                              | Wellenflieger 48       | Lagoon                                                                                 | Vereinigte Staaten                         | 1987                                    | In Betrieb  |
| Unbekannt Racing                                 | Flitzer                | Böhmischer Prater Bakken                                                               | Österreich Dänemark                        | 2024 1972–2020                          | In Betrieb  |
| Unbekannt Crazy Taxi Coaster                     | Tivoli Large           | Trans Stusio Mini Trans Studio Mini                                                    | Indonesien                                 | 2020 2017–2019                          | In Betrieb  |
| Vauhtimato Achterbaan                            | Tivoli Small           | Särkänniemi Anna's Hoeve                                                               | Finnland Niederlande                       | 1984 1974–1979                          | In Betrieb  |
| Verbolten                                        | ESC Custom             | Busch Gardens Williamsburg                                                             | Vereinigte Staaten                         | 2012                                    | In Betrieb  |
| Vilde Hønsejagt                                  | Force Two              | Djurs Sommerland                                                                       | Dänemark                                   | 2015                                    | In Betrieb  |
| Viktor Vandorm Flinker Fridolin                  | Tivoli Custom          | BonBon-Land Panorama-Park                                                              | Dänemark Deutschland                       | 2009 1993–2007                          | In Betrieb  |
| Vol D'Icare                                      | Hornet                 | Parc Astérix                                                                           | Frankreich                                 | 1994                                    | In Betrieb  |
| Wellenflieger                                    | Wellenflieger          | Ticiland                                                                               | Deutschland                                | 2020                                    | In Betrieb  |
| Western-Riesenrad                                | Riesenrad              | Heide Park Resort                                                                      | Deutschland                                | 2020                                    | In Betrieb  |
| Wicked                                           | Tower Launch Coaster   | Lagoon Amusement Park                                                                  | Vereinigte Staaten                         | 2007                                    | In Betrieb  |
| Wickie Coaster                                   | Force Two              | Holiday Park Kownaty                                                                   | Polen                                      | 2018                                    | In Betrieb  |
| Wiener Wellenflieger                             | Wellenflieger 40       | Europapark                                                                             | Deutschland                                | 2006                                    | In Betrieb  |
| Wild West Express Coaster Endicott Emerald Mine  | Tivoli Small           | Glenwood Caverns Adventure Park Wild Zone Adventure                                    | Vereinigte Staaten Kanada                  | 2012 2001–2009                          | In Betrieb  |
| Zeeslang Avonturenslang                          | Tivoli Medium          | DippieDoe Attractiepark Avonturenpark Hellendoorn                                      | Niederlande                                | 2005–2010 1978–2004                     | geschlossen |

## Galerie

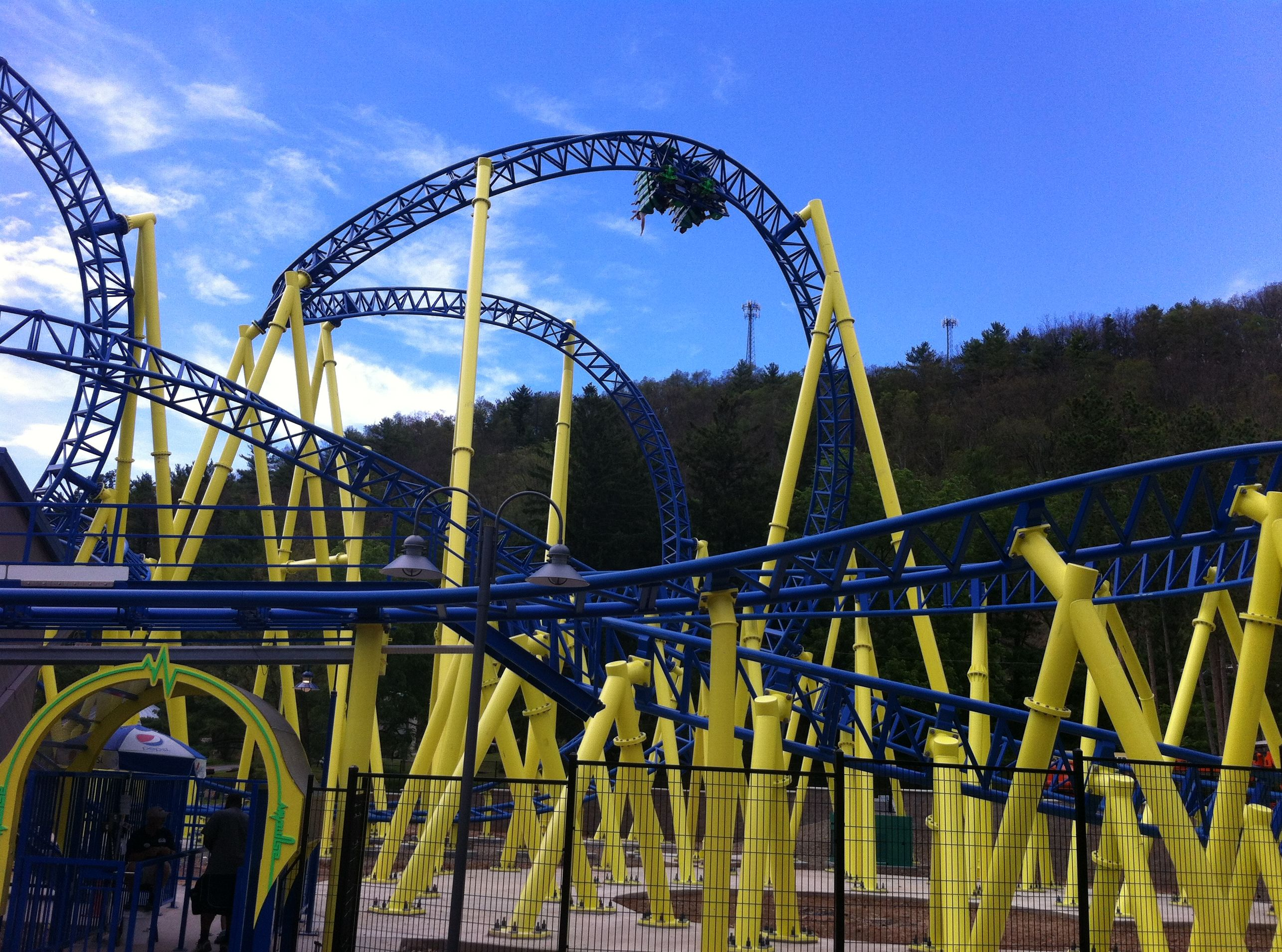
„Impulse“ Zierer Tower Speed Coaster im Knoebels Amusement Park
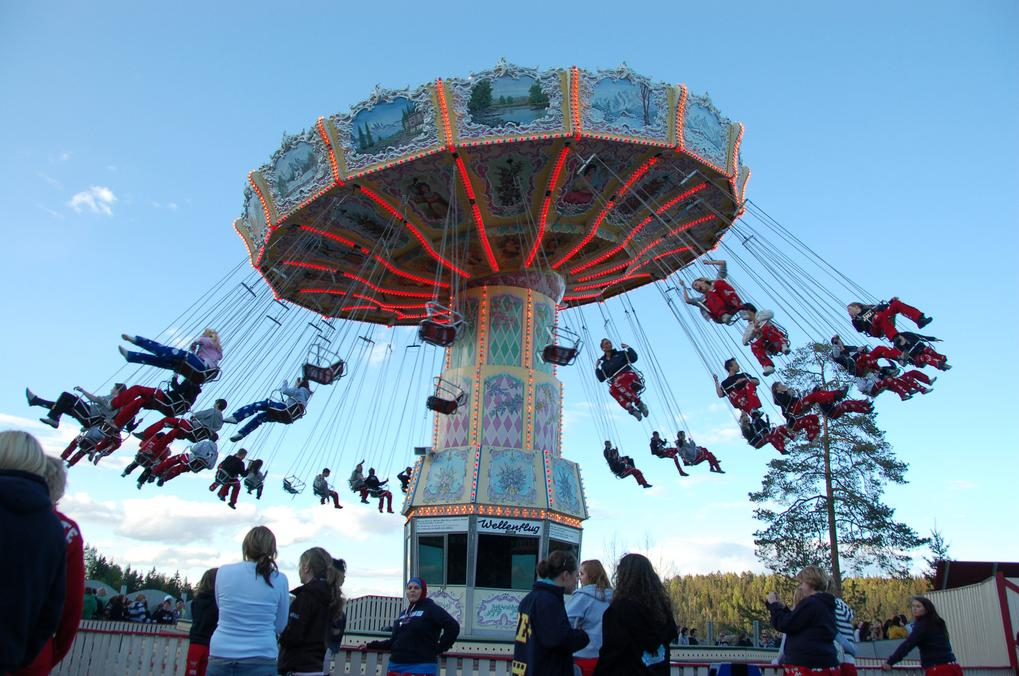
„Sverrehusken“ Zierer Wellenflieger im Freizeitpark TusenFryd
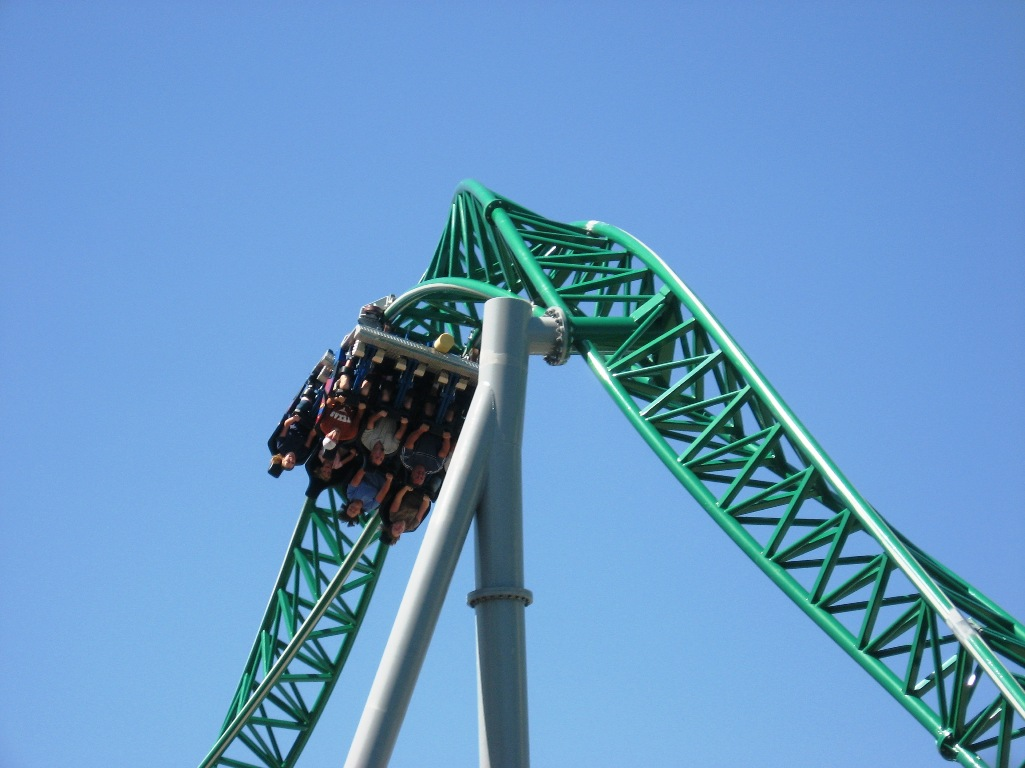
„Wicked“ Zierer Tower Launch Coaster im Lagoon Amusement Park
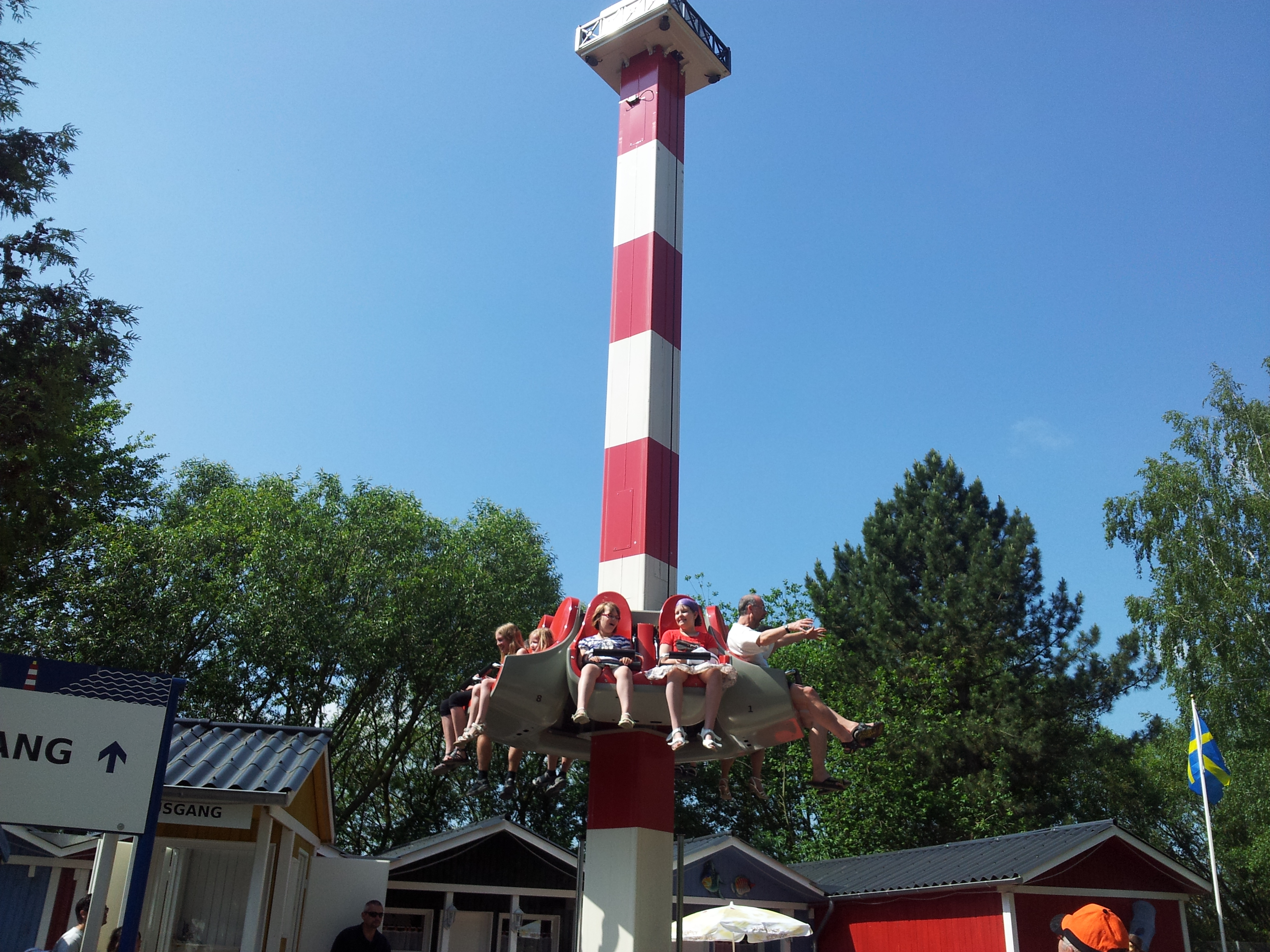
„Familien-Freifallturm“ Zierer Familienfreifallturm im Rasti-Land
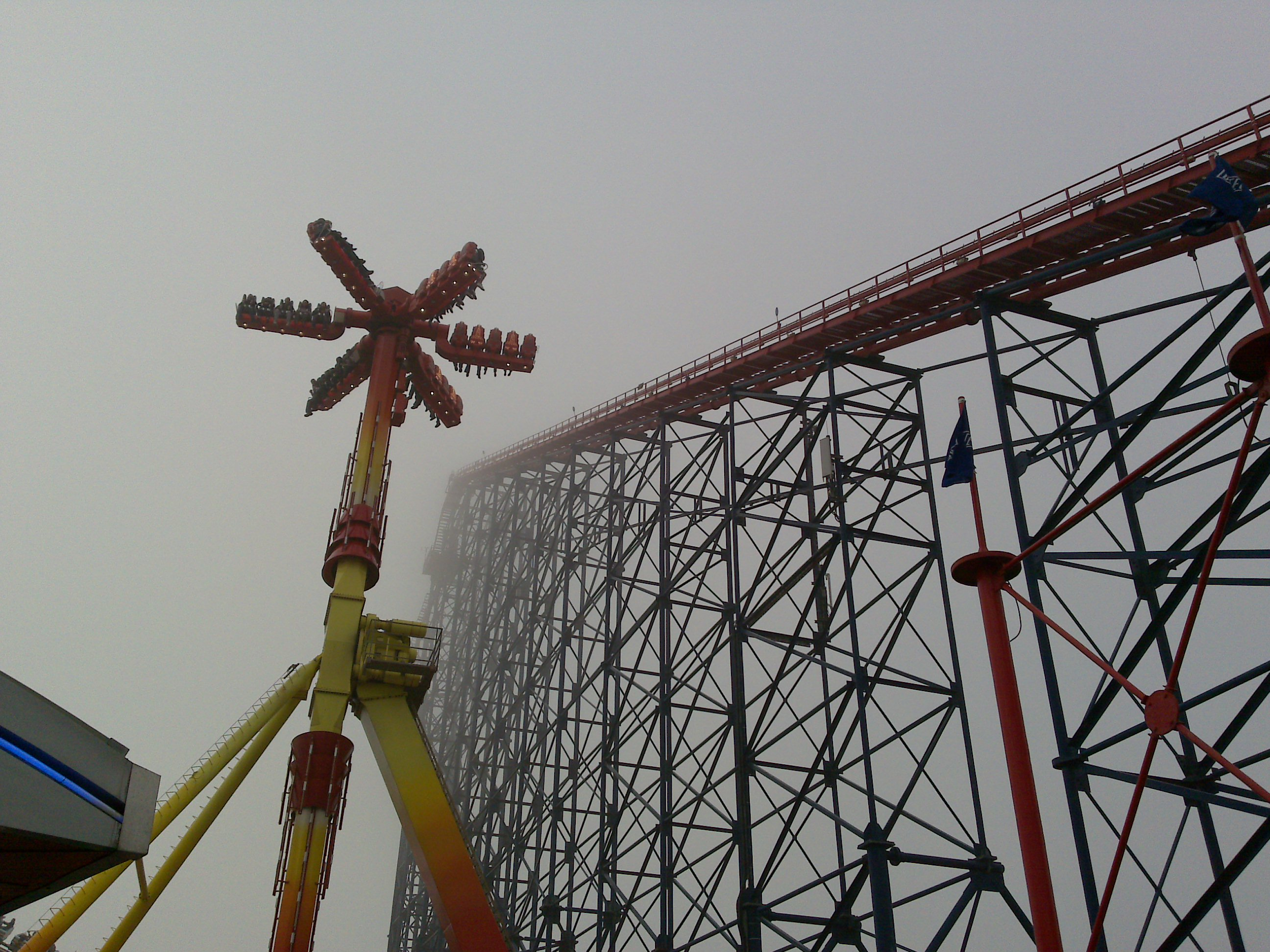
„Bling“ Zierer Star Shape in Blackpool Pleasure Beach
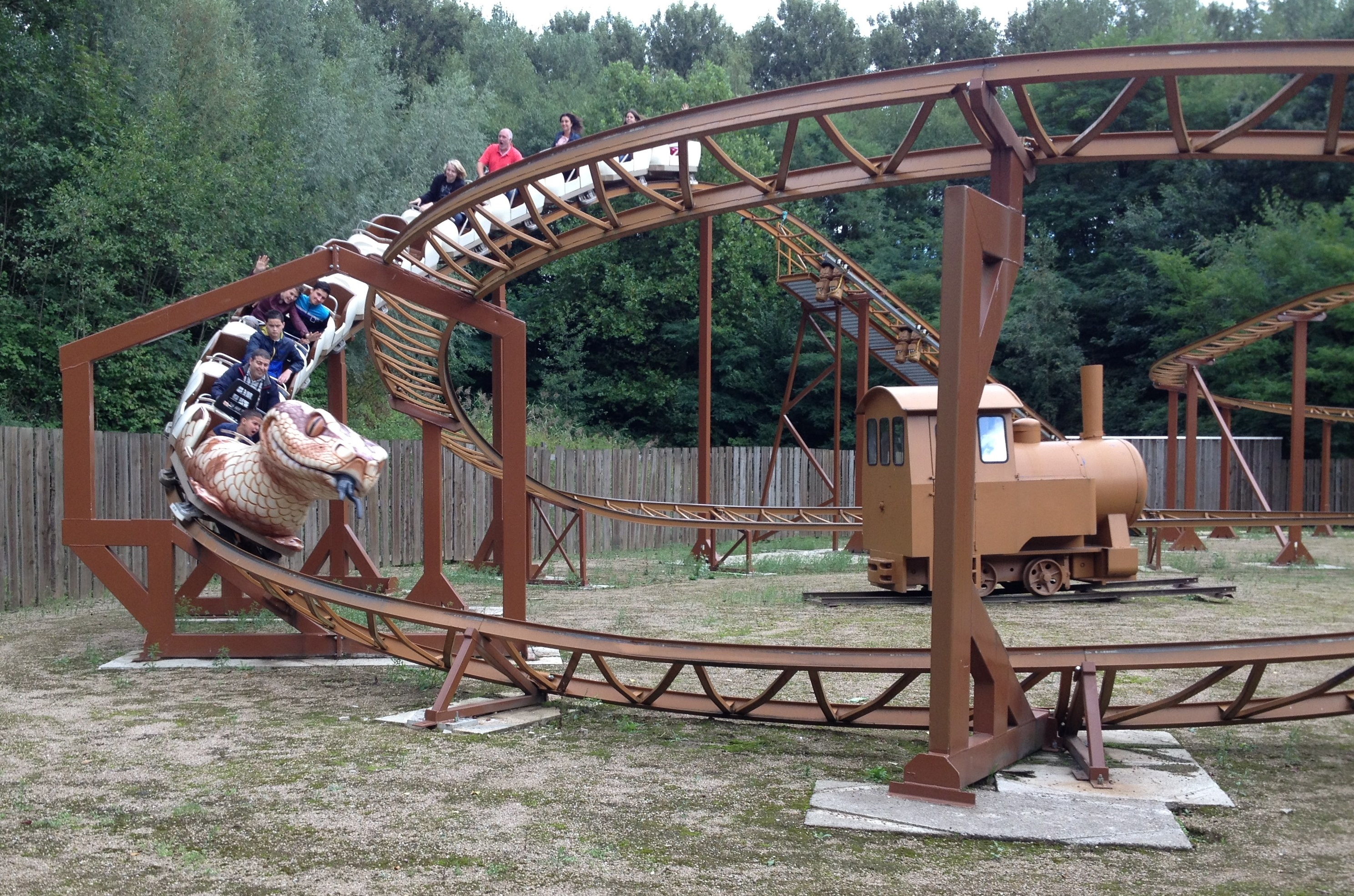
„Drako“ Zierer Tivoli (Medium) in Walibi Holland
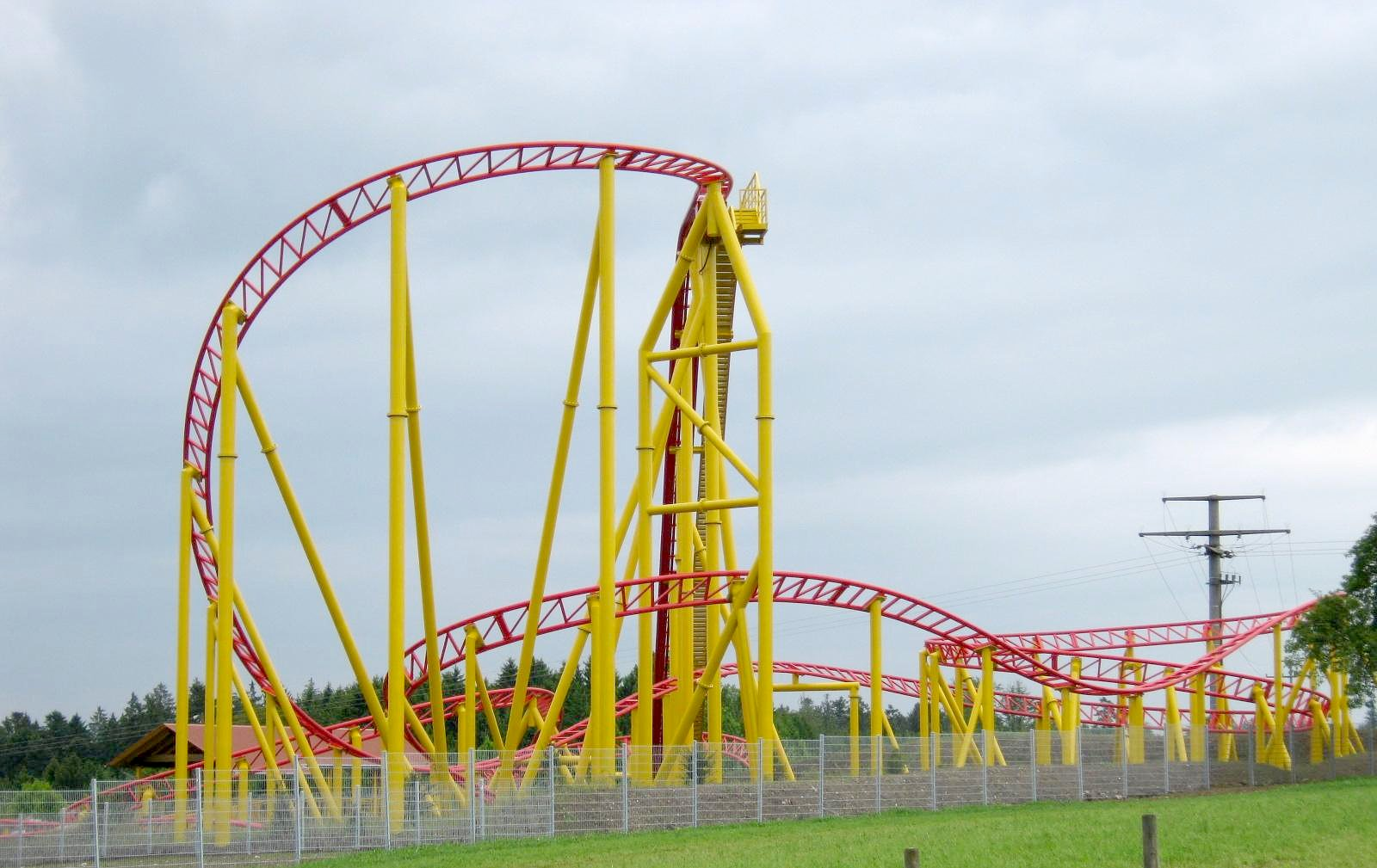
„Force One“ Zierer Elevated Seating Coaster (ESC) im Schwaben Park
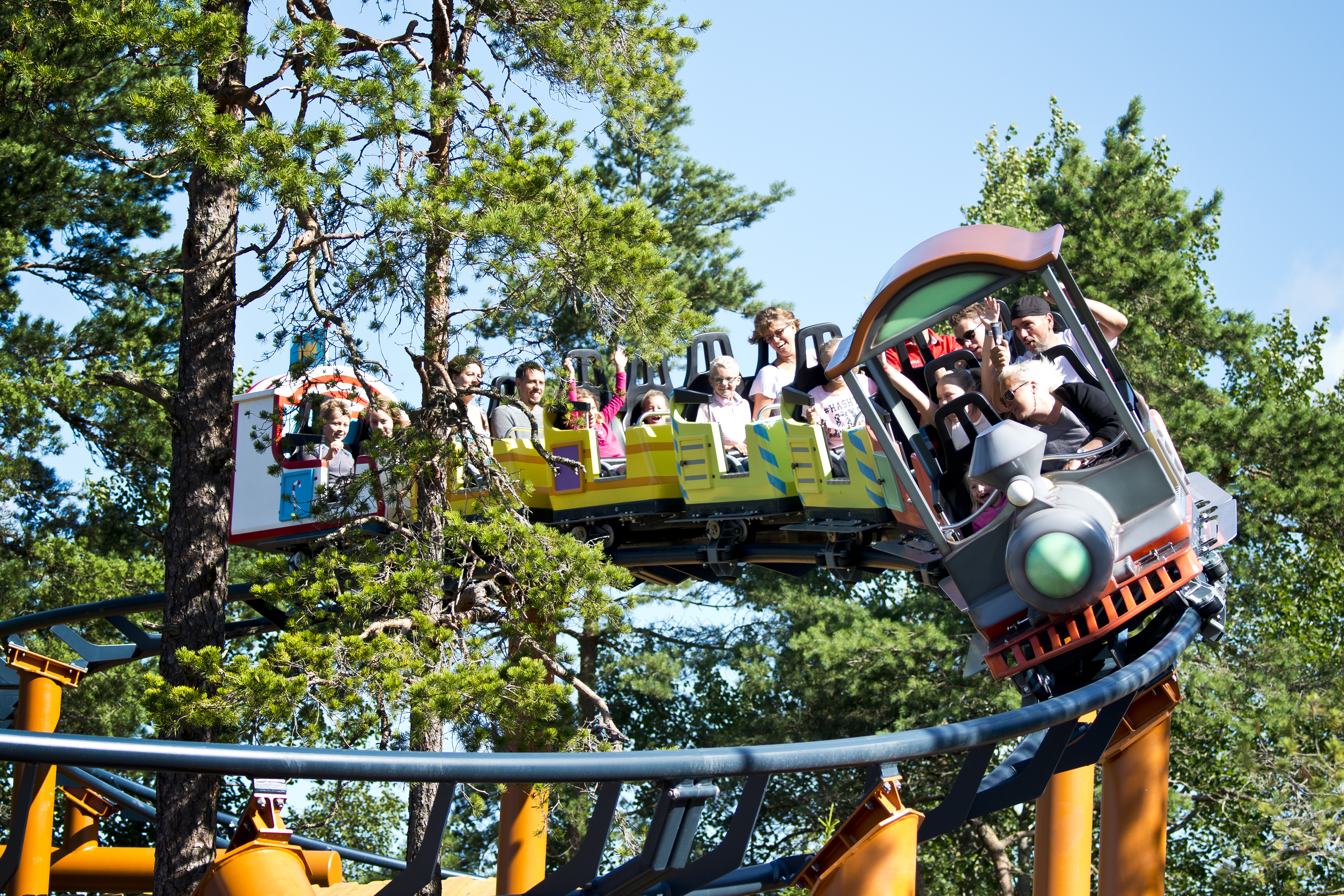
„Godiståget“ Zierer Force 190 m in Kolmården
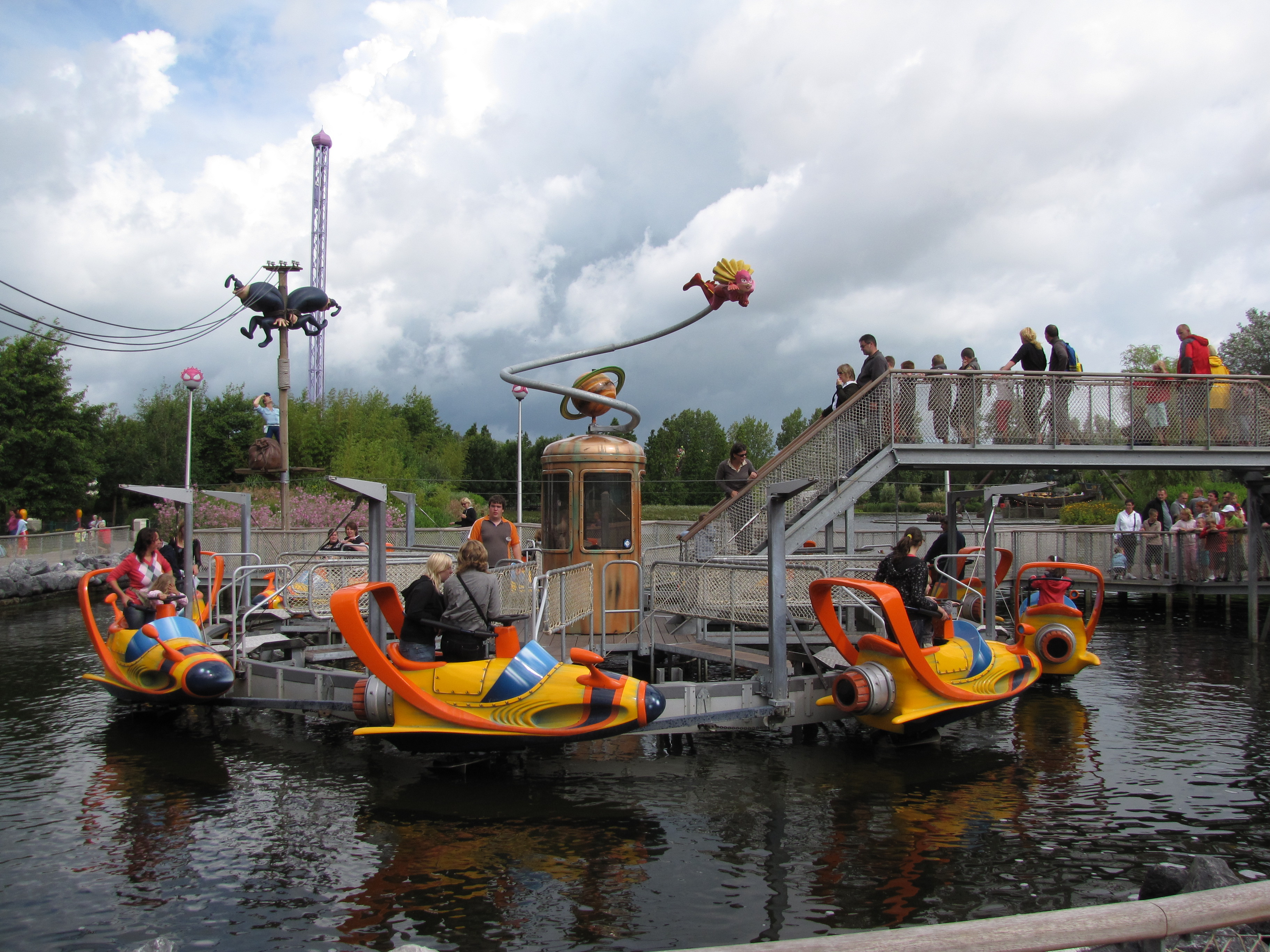
„Mega Mindy Jetski“ Zierer Jet Skis im Plopsaland Belgium
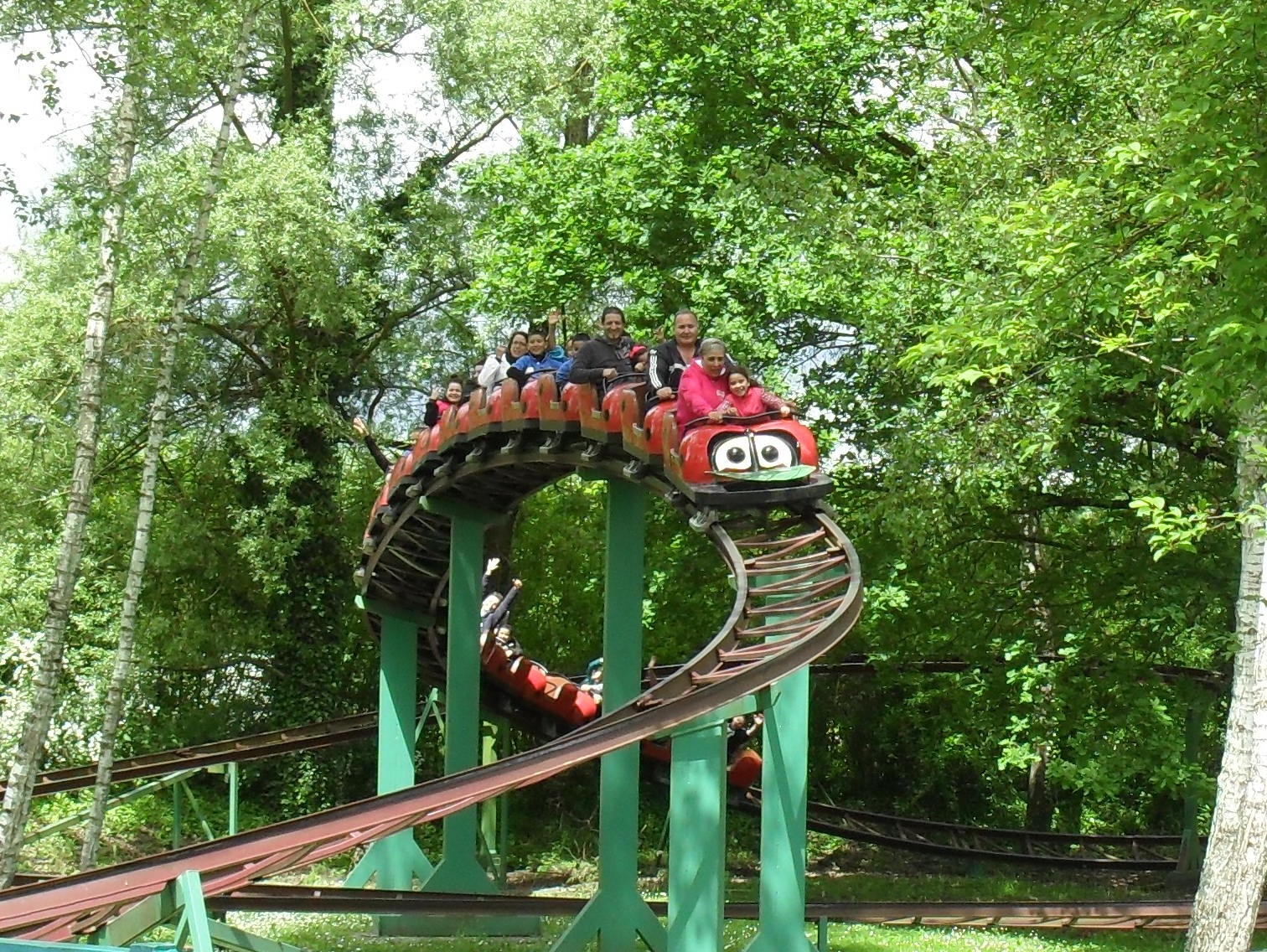
„La Coccinelle“ Zierer Tivoli (Large) in Walibi Rhône-Alpes
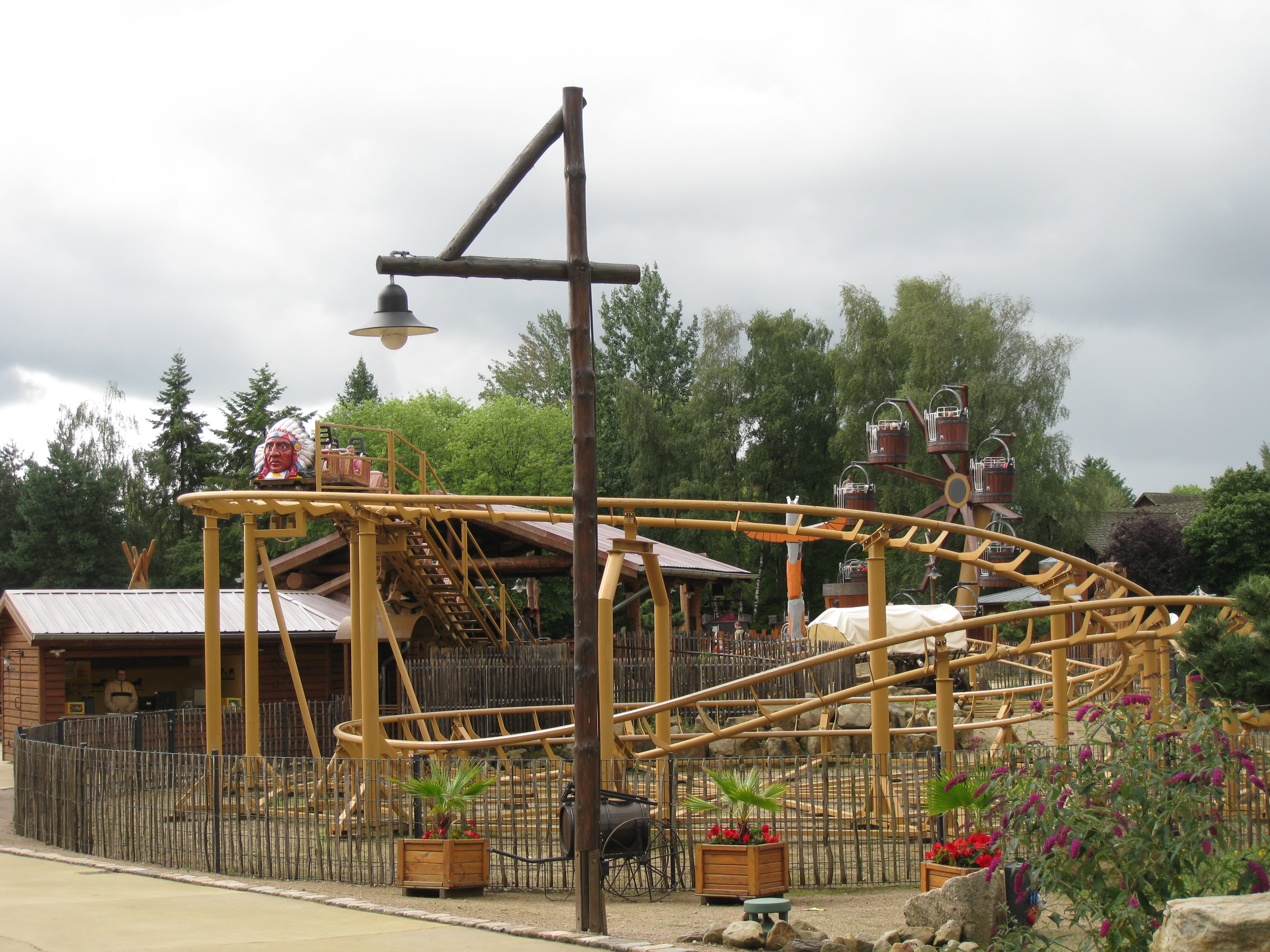
„Indy-Blitz“ Zierer Force Coaster One in Heide-Park Resort
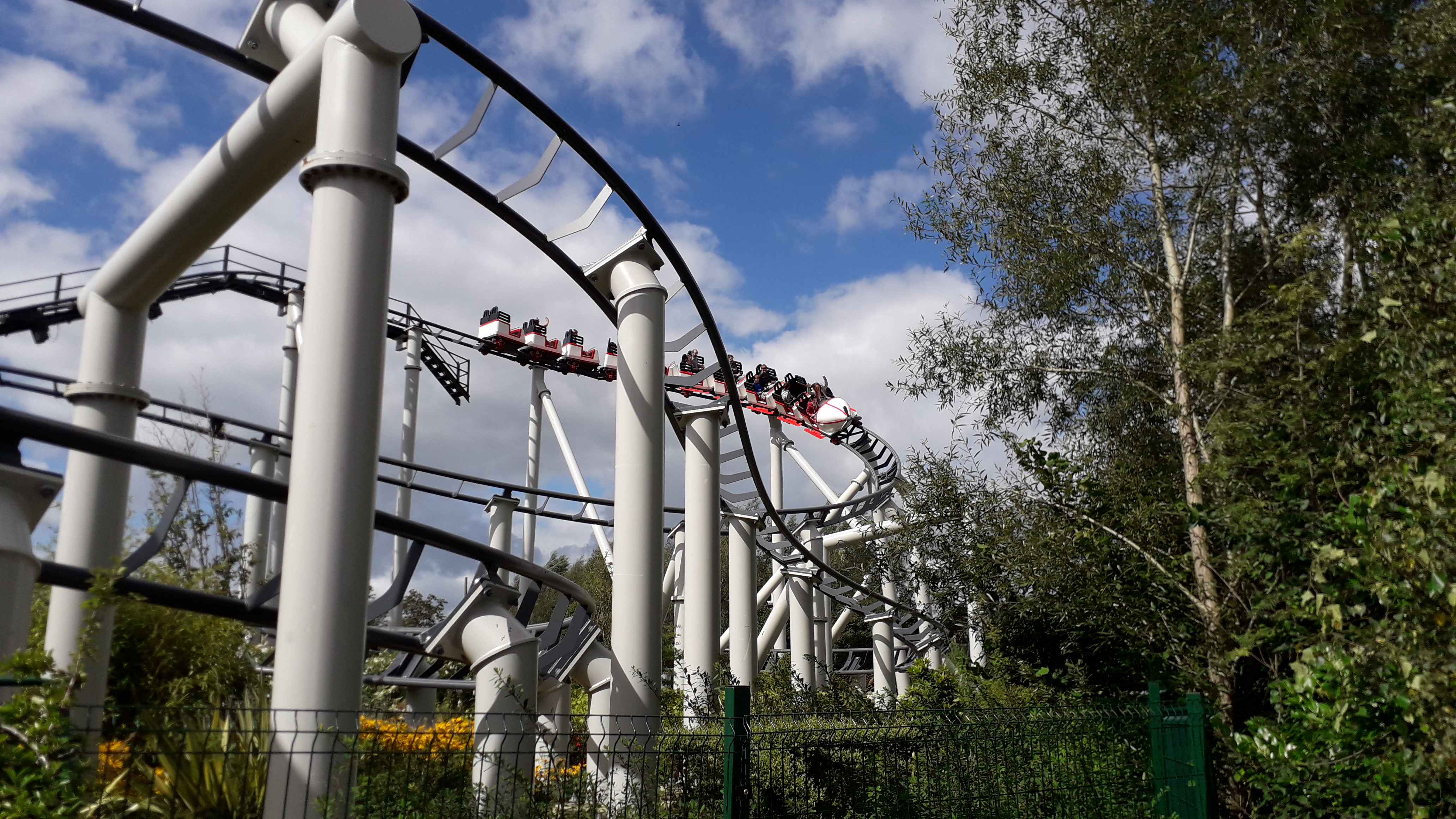
„Flight School“ Zierer Force Coaster 281 m in Emerald Park
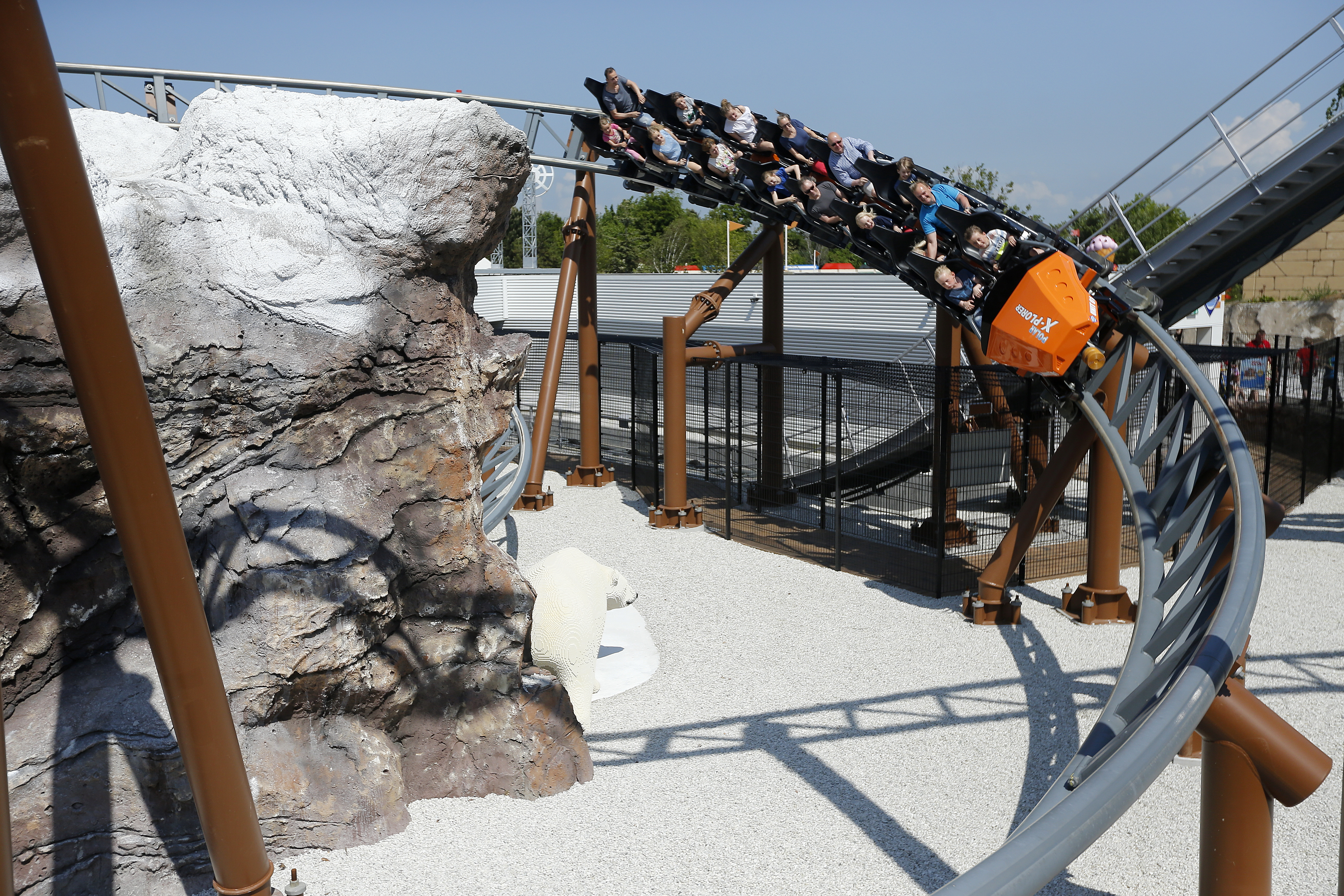
„Polar X-plorer“ Zierer Elevated Seating Coaster Custom in Legoland Billund
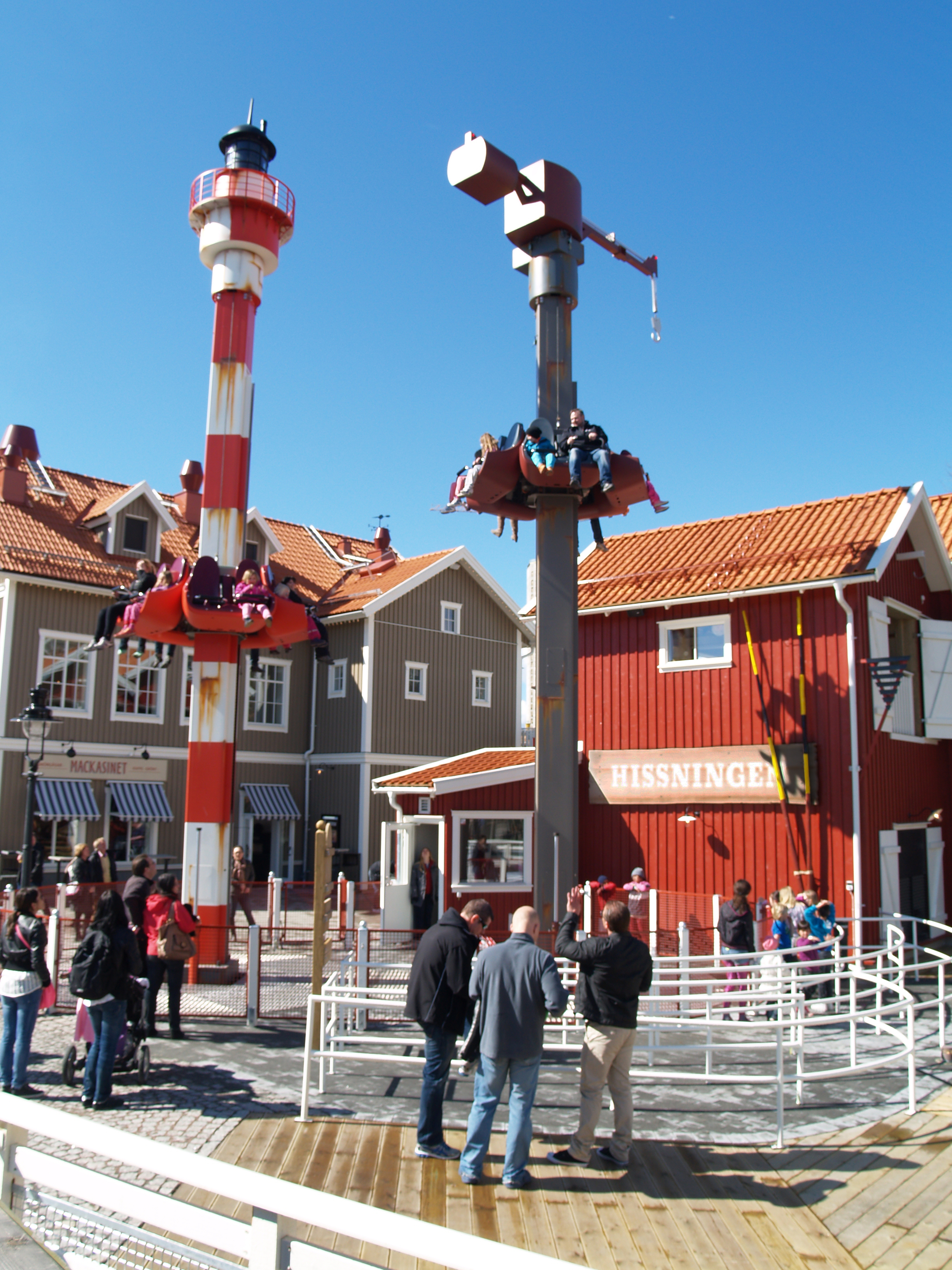
„Hissingen“ Zierer Familienfreifallturm-Doppelte-Anlage in Liseberg
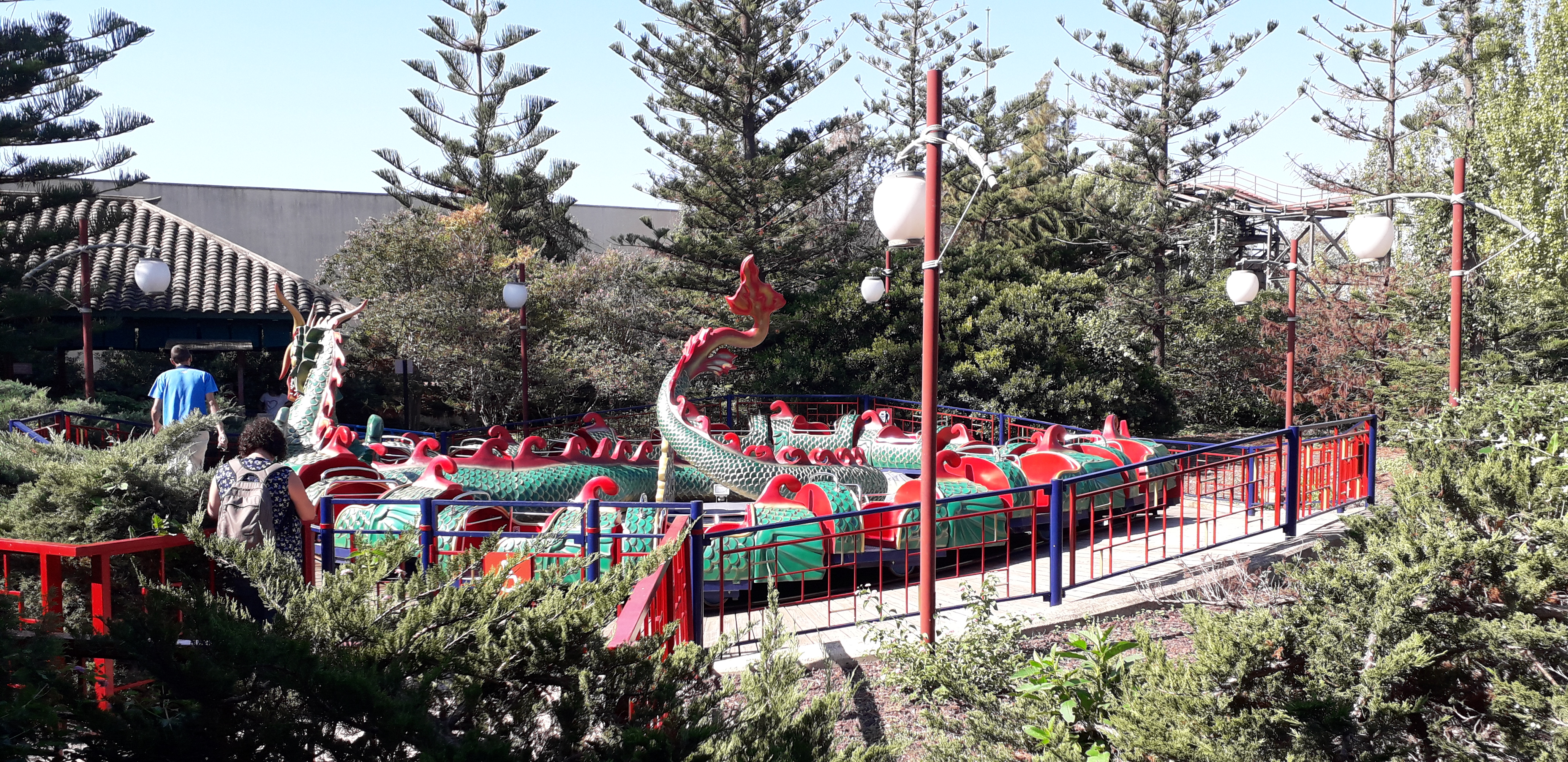
„Cobra Imperial“ Zierer Berg- und Talbahn in PortAventura
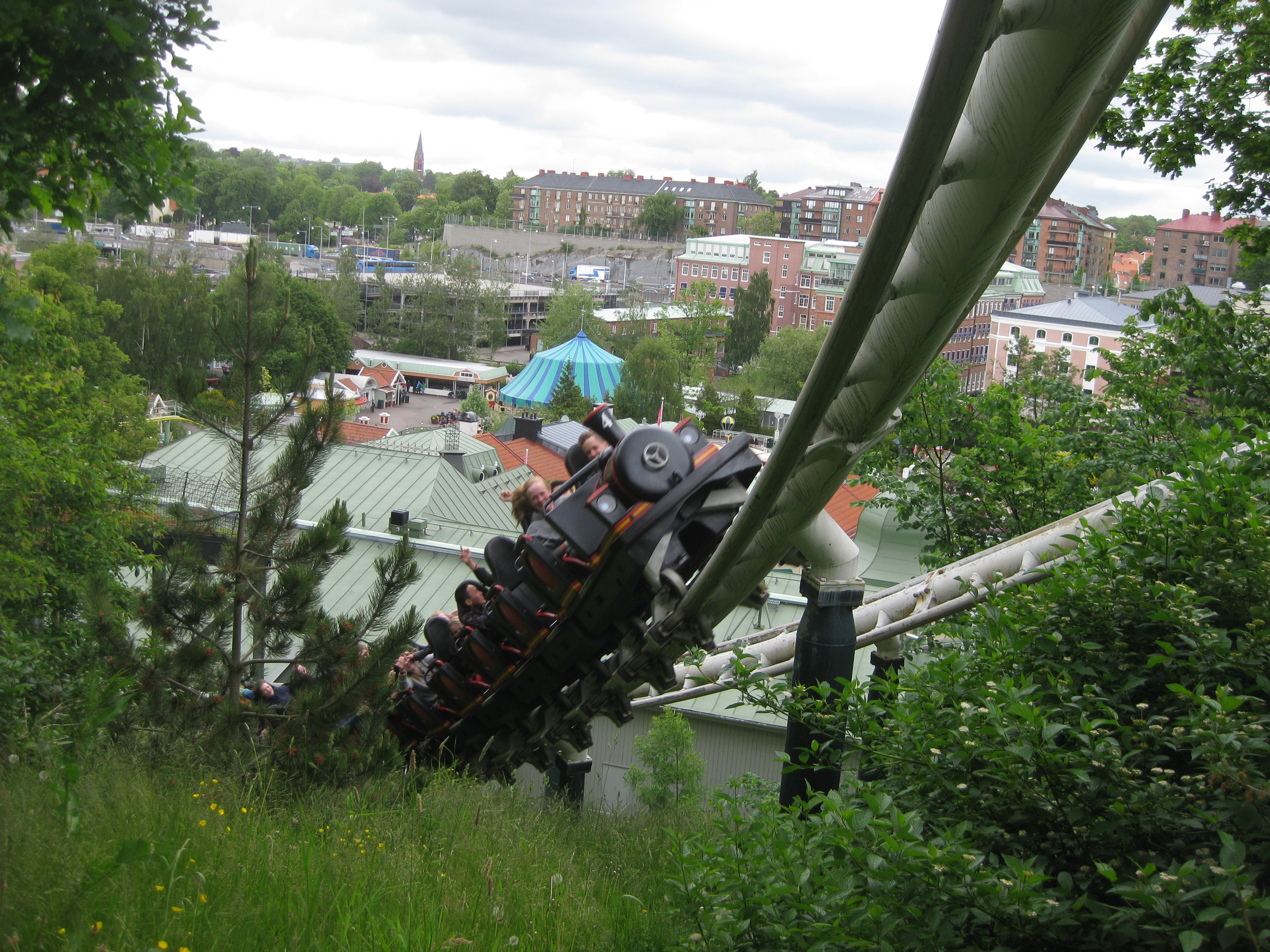
„Lisebergbanan“ Zierer und Schwarzkopf Stahlachterbahn in Liseberg
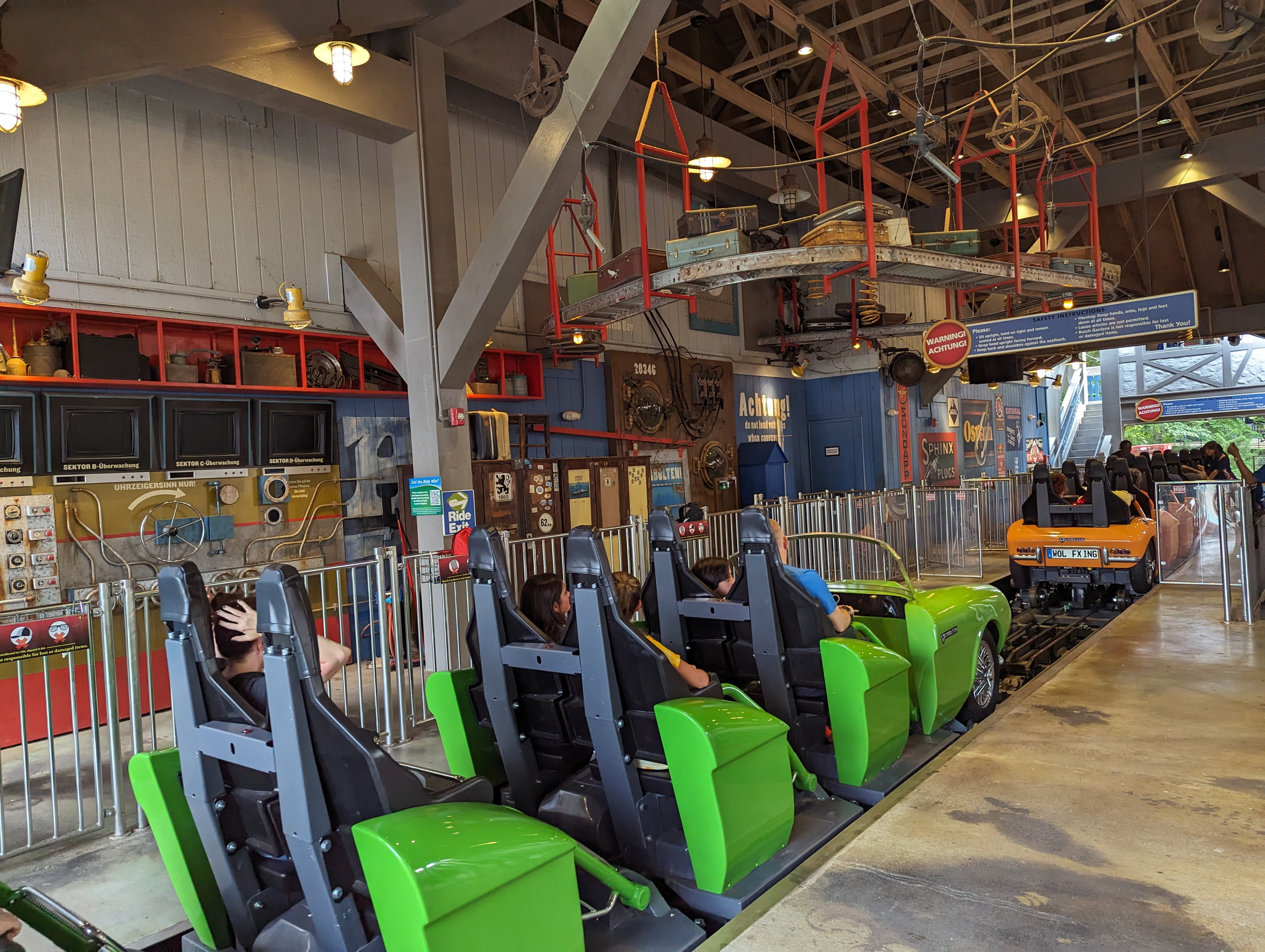
„Verbolten“ Zierer Elevated Seating Launch Coaster in Bush Gardens Williamsburg
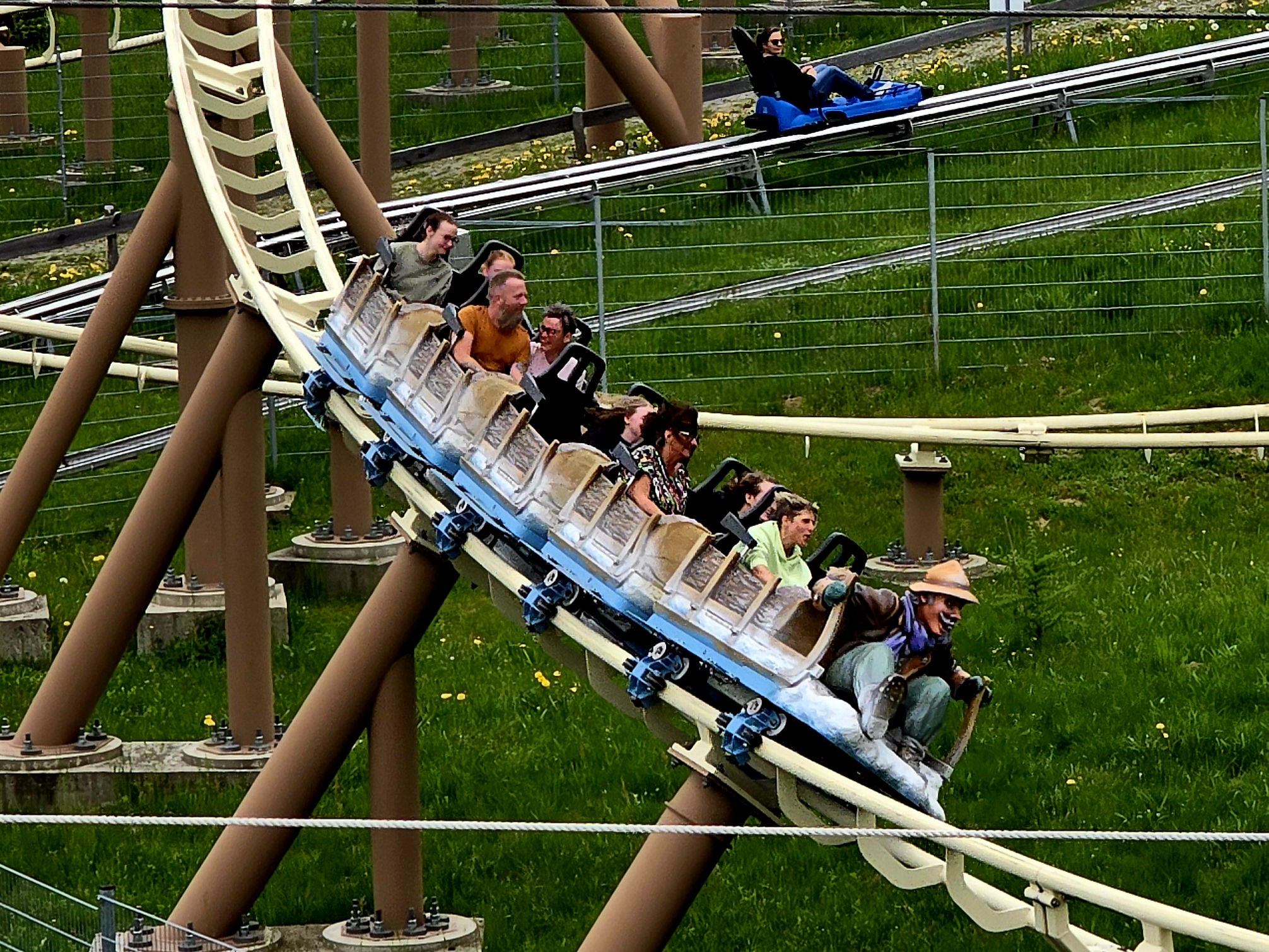
„da Voglwuide Sepp“ Rodel- und Freizeitparadies Sankt Englmar
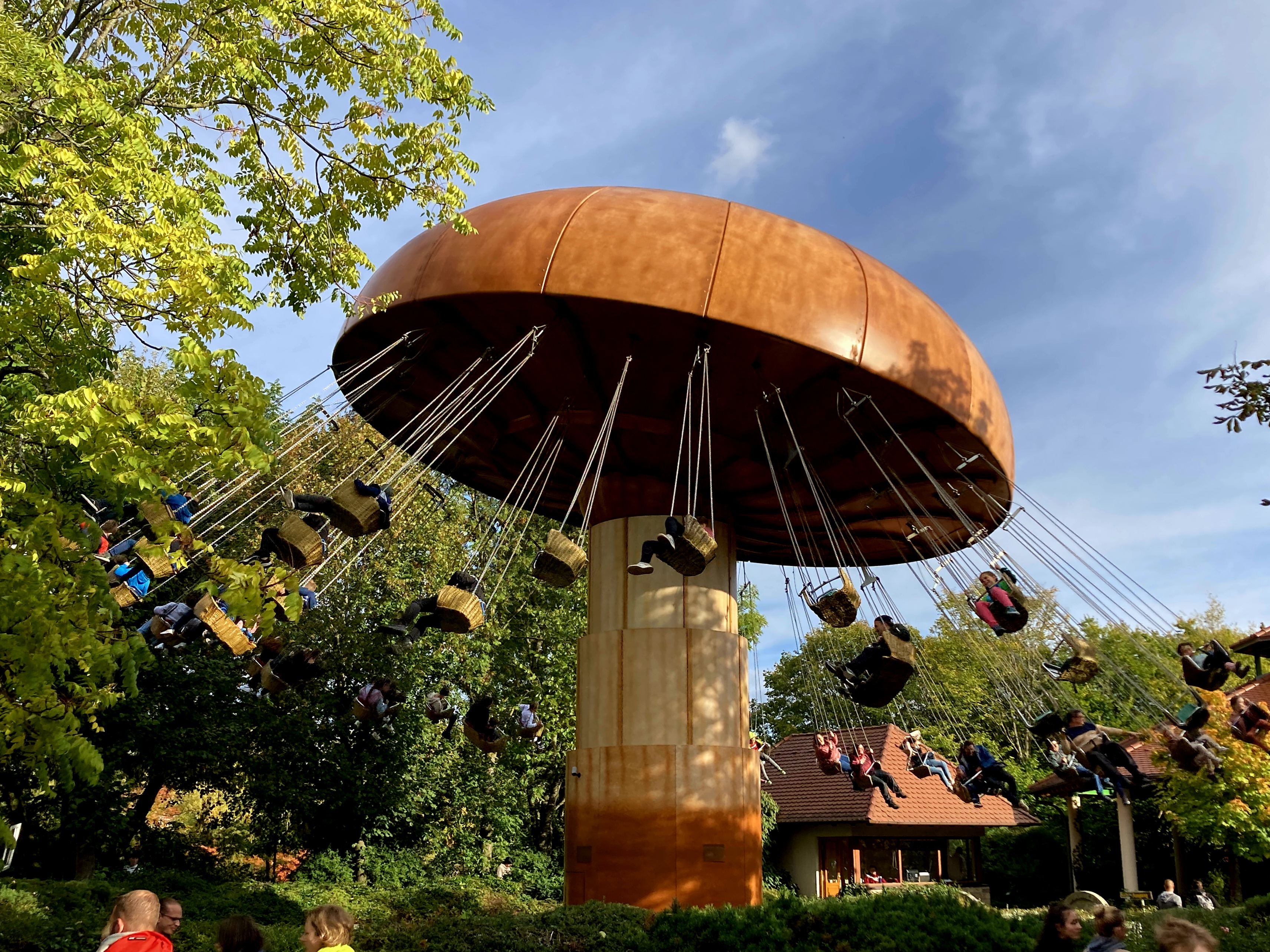
„Wellenflug Wirbelpilz“ Erlebnispark Tripsdrill